# バシロリシン
バシロリシン(Bacillolysin、EC 3.4.24.28)は、酵素である。テルモリシンとよく似ているが全く同じではない基質特性を持つ。
この酵素は、バシラス属の枯草菌(B. subtilis)、B. amyloliquefaciens、B. megaterium、B. mesentericus、セレウス菌(B. cereus)、B. stearothermophilusに含まれる。